# Bisazza
Bisazza  es una marca italiana de diseño y fabricante de mosaicos de vidrio para la decoración de interiores y exteriores de alto lujo.
Bisazza es una reconocida casa de diseño italiana de lujo, conocida por sus magníficas teselas artesanales para mosaicos de vidrio y una amplia colección de complementos de decoración y objetos de arte decorativos. Fundada por Renato Bisazza en 1956, la marca se ha convertido en un icono de la Dolce vita y del Made in Italy. En 2023, según análisis de mercado específicos, Bisazza se encontraba entre las marcas italianas de mayor valor en el mundo.

## Historia
Bisazza fue fundada en 1956 por Renato Bisazza con el nombre de Vetricolor en Montecchio Maggiore al suroeste de Vicenza. Desde entonces, la empresa ha estado produciendo azulejos de mosaico de vidrio que definen el diseño que han logrado un reconocimiento mundial. En diciembre de 1999, Piero Bisazza se hizo cargo de la compañía de su padre. En 2002, se amplió la dirección para incluir a su hermana Rossella Bisazza.
En 2005, en la compañía trabajaban 900 personas en cuatro plantas de producción y tuvo una facturación de 100.4 millones de euros. En 2007, la facturación fue de 134 millones de euros.
Las piedras de vidrio están hechas a mano con tecnología antigua y teñidas con óxidos de arena. Los ladrillos de mosaico de vidrio de la empresa se utilizan en baños de lujo, decoración de tiendas, hoteles y restaurantes, y también se utilizaron en estaciones de metro de Viena, Nápoles y Londres.

## Proyectos

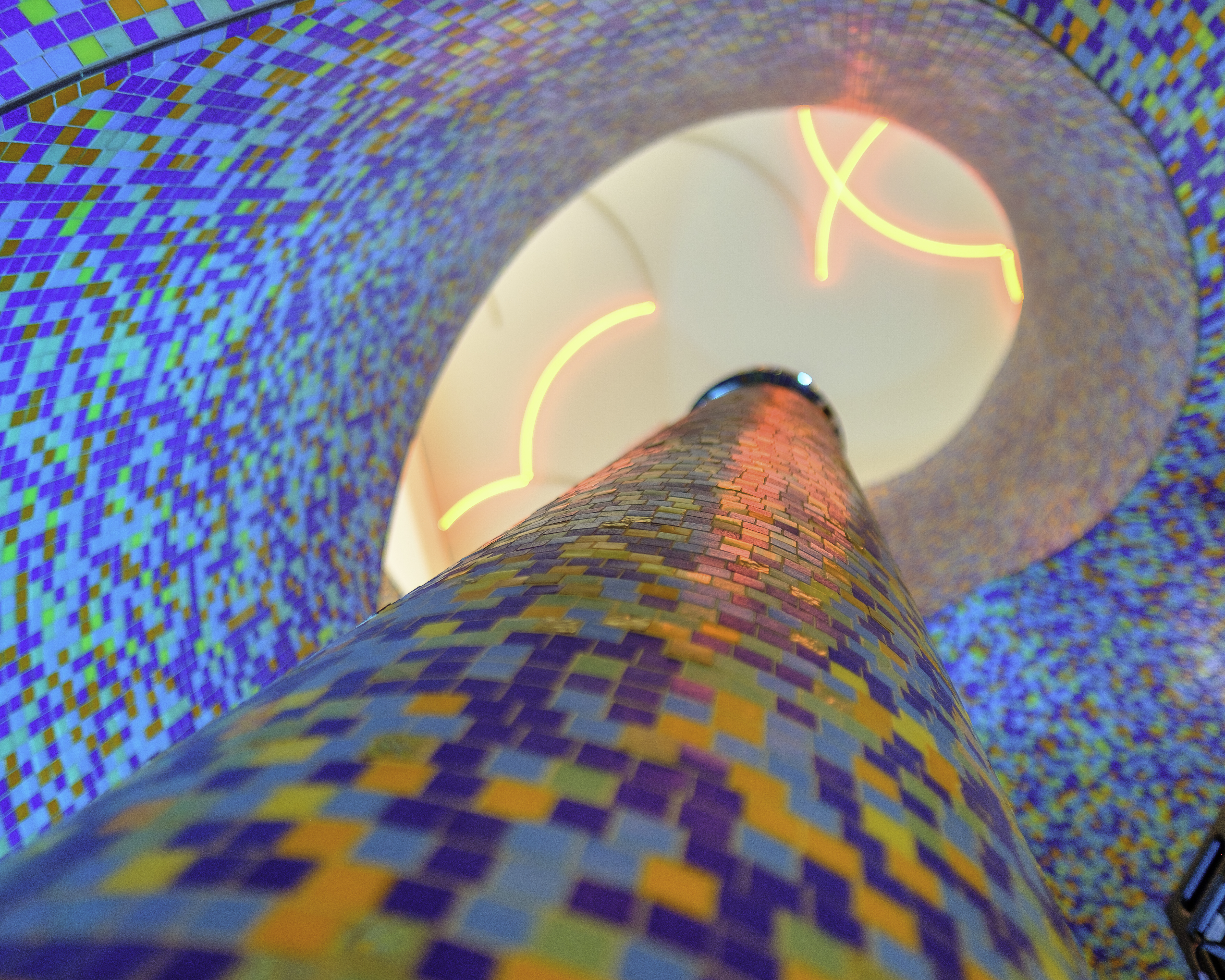
Groninger Museum

- Interiores del New Museum of Contemporary Art - Nueva York. Ryūe Nishizawa y Kazuyo Sejima
- Interiores de la Estación de Sankt Moritz - Sankt Moritz
- Interiores del Groninger Museum - 1994, Groninga. Alessandro Mendini
- Exteriores del Palazzo Galmanini Portaluppi - 1956, Viale Beatrice d’Este 23, Milán
- Sillón Monumental Proust - 2005, Montecchio Maggiore. Alessandro Mendini
- Interiores de la Estación Toledo en Nápoles - 2012, Nápoles. Óscar Tusquets
- Interiores de La Seine Musicale - Boulogne-Billancourt